# Paramuricea robusta
Paramuricea robusta är en korallart som beskrevs av Thomson och James Cunningham Ritchie 1906. Paramuricea robusta ingår i släktet Paramuricea och familjen Plexauridae. Inga underarter finns listade i Catalogue of Life.